# Nationella unionen
Nationella unionen (på hebreiska האיחוד הלאומי, Ha'ihud Ha'Leumi) var ett israeliskt högerparti bildat 1999 som en allians mellan tre partier: Moledet (Fäderneslandet), Herut och Tkuma. I valet 1999 fick unionen fyra platser i Knesset.
Herut lämnade unionen efter ett tag och ersattes år 2000 av Yisrael Beiteinu. Det sistnämnda partiet mer än fördubblade unionens storlek och förändrade dess väljarunderlag genom att det attraherade stora grupper ryska invandrare. 
När Nationella unionens ledare, den israeliske turistministern Zeevi, mördades 2001 efterträddes han av Yisrael Beiteinus ledare Avigdor Lieberman, före detta sekreterare åt premiärminister Benjamin Netanyahu (1996-1999). 
I valet 2003 fick unionen sju mandat i Knesset och tog plats i Ariel Sharons koalitionsregering tillsammans med Likud, Shinui, Mafdal och Israel Ba-Aliya. Nationella unionens medverkan i regeringen blev dock kortvarig. Unionens båda ministrar, Binyamin Elon och Avigdor Lieberman, fick snart sparken sedan man motsatt sig Israels lämnande av Gazaremsan. 
2005 lämnade Yisrael Beiteinu Nationella unionen och ersattes av det nybildade partiet Ahi. 
Nationella unionen genomförde i de allmänna valen 2006 en valteknisk samverkan med Nationalreligiösa partiet, under listbeteckningen Halkhud HaLeumi - Mafdal, vilken fick nio platser i Knesset. 

## Medlemmar av Knesset

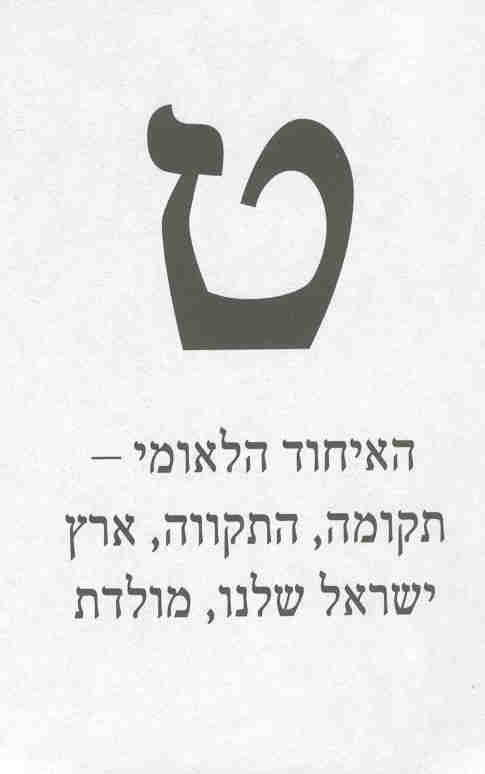
Valsedel 2009

Inför valet 2009 beslutade man att partierna bakom Halkhud HaLeumi - Mafdal skulle gå samman i det nya partiet Judiskt hem.
Men missnöje med att företrädare för Nationalreligiösa partiet kom att dominera Judiskt hem fick flera politiker att lämna det nya partiet och istället åter kandidera under namnet Nationella unionen.
Enligt de preliminära valresultaten från valet den 10 februari 2009 valdes följande fyra politiker från Nationella unionen in i Knesset:
- Ya'akov Katz
- Aryeh Eldad
- Uri Ariel
- Michael Ben-Ari

### 2001 års rabbinbrev
Ya'akov Katz och Uri Ariel stödde 2001 de kontroversiella öppna brev som rabbiner skrivit. De båda försvarade rabbinerna och deras rätt att uttrycka sig som de gjorde. Breven  beskrev att judiska kvinnor inte skulle arbeta sida vid sida med icke-judar, att land och bostäder i Israel inte skulle hyras ut eller säljas till icke-judar.